# آيت سيدي بوموسى (إيتزر)
آيت سيدي بوموسى هي إحدى مشيخات المملكة المغربية، تتبع جغرافيا لإقليم ميدلت وإداريًا لإيتزر. يقدر عدد سكانها بـ 848 نسمة حسب الإحصاء الرسمي للسكان والسكنى لسنة 2004.